# ゲイ関連免疫不全
ゲイ関連免疫不全（ゲイかんれんめんえきふぜん、Gay-related immune deficiency、GRID）は、現在AIDS（後天性免疫不全症候群）として知られている病気に使用されていた最初の名前。GRIDは、1982年5月11日の『ニューヨーク・タイムズ』の記事で初めて言及された。この記事では、頭字語「A.I.D.」 （後天性免疫不全症、acquired immunodeficiency disease）も言及されている。病気が知られるようになった初期（すなわち、1982年から1985年）には、「ゲイペスト」という用語も使用され、「ゲイがん」と呼ばれたカポジ肉腫や「ゲイ肺炎」と呼ばれたニューモシスチス肺炎など、エイズを特徴付ける臨床症状として認識されている関連症状にも同様の用語が使用された。
GRIDという用語は、科学的な生理医学文献では使用されていない。 大手の報道機関では、それは非常に短い期間しか使用されていなかった。ポピュラーな文献におけるGRIDと「ゲイ関連免疫不全」の使用は1995年にピークに達した後、急速に廃れていった。
病気の名前に「ゲイ」が使用されていた理由の一つは、最初に確認されたエイズの症例が、容易に汚名を着せることができるゲイの男性に限定されていたことである。別の理由は、西洋社会の人々が病気に意味を求める傾向があることが関連している可能性がある。この現象はスーザン・ソンタグによって罰の一形態であると指摘されている。性的指向を強調する第三の理由は、公正世界仮説の信念によるものかもしれない。この世界観によれば、苦しみの理由は犠牲者に求められなければならず、したがって、エイズの理由は、苦しんでいる人々が不道徳な行為の罪を犯しているからでなければならない。